# ФК «Трактор» Сталинград в сезоне 1939
Сезон 1939 — 4-й сезон для ФК «Трактор» в турнирах союзного уровня и второй в главном дивизионе чемпионата СССР. Финишировав на 4-м месте, «Трактор» показал лучший результат в своей истории, превзойденный волгоградской командой «Ротор» только спустя 54 года.
В чемпионате СССР 1939 года «Трактор» одержал памятные победы над лидерами советского футбола «Спартаком» и «Динамо» (дважды), удостоился оваций за красивую игру на главных стадионах Москвы и Ленинграда. В этом сезоне началась слава сталинградской атакующей связки — «Три П» и случилось скандальное «Дело Пономарёва и Проворнова», потребовавшее вмешательства Иосифа Сталина и обсуждавшееся на заседании в Кремле.

## Хронология событий

### Подготовка к сезону
Изменения в составе клуба после сезона 1938 оказались незначительными. В команду был принят и стал её капитаном защитник Константин Беликов, выступавший в Кубке СССР 1938 года за сталинградское «Динамо». Вернулся в родную Одессу играть за местное «Динамо» сильный нападающий Георгий Шляпин.
Предсезонный сбор «Трактор» провёл в Евпатории, куда отправился с опозданием, по вине руководства клуба. Тренер Юрий Ходотов отобрал 18 футболистов, которые шлифовали стиль игры, делая ставку на высокую скорость нападения и комбинации с чередованием длинных и коротких пасов. Работали по известной схеме: сдача норм ГТО — ОФП — теория и практика — политзанятия — товарищеские встречи. Известен результат одной: победа над сборной Евпатории с крупным счётом 6:0. По приезде домой обыграли земляков-зенитовцев — 9:0.
Руководство Сталинградского тракторного завода ставило задачу занять место в первой десятке, иными словами — не выпасть в группу «Б».
Руководство и инфраструктура клуба, как и в 1938 году, были объектами критики в прессе. Многотиражка Тракторного завода писала весной:
Тренировку и выезд нашей команды на юг организовали с большим опозданием. Но хуже всего то, что вовсе не подготовлен стадион. До сих пор нет семян для озеленения. Не произведена планировка поля. Любители футбола сами провели нивелировку и разбивку поля, но планирование его до сих пор не начато.
Поле стадиона «Трактор» за кочки и отсутствие травы ещё в 1938 году было саркастически прозвано «чёрным». Стадион к тому же имел наименьшее число зрительских мест среди всех команд группы «А».
В апреле Комитет физкультуры СССР (министерство спорта) пригрозил перенести первый домашний матч «Трактора» из Сталинграда в Харьков, если стадион не будет приведён в порядок. Местные власти «ускорили подготовку к озеленению».
В итоге первые 4 домашних встречи команда провела в своём городе, но на стадионе «Металлург». А трава на поле «Трактора» так и не появилась.
Газета «Красный спорт» незадолго до начала сезона назвала «Трактор» одной из трёх слабейших команд турнира.

### Чемпионат СССР (первая половина)

#### Старт турнира. Домашняя серия
Первые 4 матча «Трактор» провёл против московских клубов и набрал 5 очков из 8 возможных. Команда показала в этих играх характерные черты, отличавшие её и в сезоне 1938.
В первом матче «Трактор» проиграл ЦДКА 2:4, подтвердив репутацию команды, которая много забивает и много пропускает.
Во втором матче, как и в 1938 году, сталинградцы переиграли двукратного на тот момент чемпиона СССР «Динамо», вновь проявив себя «домашней» командой, способной в родных стенах одолеть любого соперника.
В третьем матче с «Торпедо», проигрывая 0:2 к 20-й минуте, «Трактор» добился второй подряд волевой победы. Торпедовцы в начале матча предложили «исключительный темп», который был принят Сталинградом не сразу. При счёте 2:2 игрок «Торпедо» Константин Рязанцев пробил пенальти мимо ворот Аркадия Усова. В сезоне 1938 года 6 из 12 побед «Трактора» также были добыты в матчах, в которых счёт открывал соперник.
В четвёртом матче против «Локомотива», как и во всех предыдущих, «Трактор» первым пропустил гол, но свёл матч к ничьей.

#### Матчи 5-9. Смена тактики и «Три П»
В пятиматчевой выездной серии настрой «Трактора» изменился. Команда вместо привычного раскачивания в начале матча стала бежать в атаку с первых минут. На втором году работы тренера Юрия Ходотова рождался новый «Трактор», уверенный в себе на любом стадионе, способный бороться за призовые места.
В матче против «Динамо» (Ленинград) команда, согласно отчётам в газетах «Красный спорт» и «Ленинградская правда», первый тайм провела в напористых атаках, но пропустила в одном из немногих контрвыпадов. В начале второго тайма вратарь «Трактора» Усов не стал реагировать на несильный удар, решив, что мяч пройдет мимо, а он от штанги влетел в ворота — 2:0. Затем Терентьев забил мяч издали мимо выбежавшего вратаря «Динамо». Сталинград продолжал атаковать даже после удаления Валентина Ливенцева за опасную игру против вратаря, но не использовал свои шансы.
В 6-м матче против «Электрика» сталинградцы снова бросились штурмовать чужие ворота с первых минут. Александр Пономарёв на 5-й минуте попал в штангу, а вскоре Балясов забил после подачи углового. В первые 25 минут, по оценке «Красного спорта», «Электрик» был побит по всем пунктам, а Пономарёв «был душой нападения», но увеличить счет «Трактор» сумел лишь на последней минуте. После прострела Сергея Колесникова защитник «Электрика» срезал мяч в свои ворота.

После матча «Красный спорт» писал: 
Гости имели преимущество и в технике владения мячом, и в подвижности, и — что самое главное — показали большую волю к победе. Сила, с которой придётся считаться каждому участнику первенства. У команды чёткая и разумная тактика, её игроки хорошо выбирают место и точно передают мяч.
В 8-м матче против одесского «Динамо» после различных экспериментов и перестановок тренер Юрий Ходотов впервые в сезоне выпустил на поле сочетание «левый полусредний Проценко — центрфорвард Пономарёв — правый полусредний Проворнов». В такой конфигурации атака «Трактора» действовала затем почти во всех матчах сезона. Ставшие знаменитыми «Три П» забили за чемпионат в сумме 33 гола.
После киевской победы в 9-м матче «Трактору» для выхода на текущее первое место достаточно было выиграть следующий матч у лидировавшего на тот момент московского «Спартака».

#### Матч «Трактор» — «Спартак». Выход в лидеры
Все билеты на матч были распроданы задолго до начала игры. В Сталинград в надежде впервые увидеть вживую чемпиона потянулись любители из Астрахани, Камышина, а также десятков других городов и населённых пунктов области. Рассчитанные на 15 тысяч человек трибуны заводского стадиона были не в состоянии принять всех желающих. Счастливые обладатели билетов отправились на игру загодя. Вот как это описывает газета «Сталинградская правда»:
Задолго до начала игры тысячи трудящихся Сталинграда заполнили трибуны стадиона тракторного завода. Чувствовалась какая-то особенная взволнованность патриотов города, который так любовно выращивает молодой талантливый коллектив спортсменов...
А вот как об этом писала заводская многотиражка «Даешь Трактор»:
Пожалуй, за оградой стадиона, на бугре, зрителей было больше, чем на стадионе... Стадион СТЗ, ставший уже не только общегородским, но и стадионом общесоюзного значения, так тесен, что не удовлетворяет уже и небольшой доли потребностей сталинградцев.
Отбив первые наскоки чемпиона, хозяева, приступили к штурму спартаковских ворот. Продолжался он с небольшими перерывами на протяжении всего матча, вызывая панику в защитных рядах москвичей. Их капитан Андрей Старостин не справлялся с Александром Пономарёвым и при первой возможности отбивал мячи в аут.

В середине первого тайма Александр Пономарёв, получив пас от… Старостина, не раздумывая, метров с 35 мощно пробил. Не ожидавший от форварда такой прыти вратарь Владислав Жмельков мяч проморгал. Это была единственная оплошность голкипера: в остальном он действовал безупречно и, спас команду от разгрома. Вот как Пономарёв вспоминает тот гол: 
Усов выбил мяч от ворот, он приземлился в центральном круге, подскочил, стукнулся о землю, опять подскочил. Почему, думаю, никто из москвичей на него не идет? И вот после третьего или четвертого отскока уже на спартаковской половине я подхватываю мяч в воздухе и метров с сорока, по «бутусовскому наставлению» «включив бедро», бью в верхний угол. Признаюсь, не рассчитывал на удачу, да и Жмельков потом говорил, что не беспокоился. Он кинулся за мячом, когда было уже поздно, и... запутался в сетке.
Во втором тайме сначала Василий Проворнов, а затем прорвавшийся Пономарёв забили ещё два гола. Последний спустя полвека описал тренер сталинградцев Юрий Ходотов:
Доныне отчетливо помню гол Пономарёва: получив мяч в центре поля, со спринтерской скоростью бросился вперед, сделав финт корпусом, проскочил между Старостиным и Василием Соколовым и мощнейшим ударом метров с 30 отправил мяч в «девятку» спартаковских ворот.
А вот как Пономарёв вспоминает о своём втором мяче:
Второй гол тоже был для спартаковцев неожиданным. Мне выкинули мяч справа, я принял его метрах в пятнадцати от линии штрафной площади москвичей и пошёл в лоб на сместившегося в центр левого защитника Василия Соколова. На первый взгляд, я оказался в невыгодной позиции, в тупике: рядом с Соколовым на одной линии был и Андрей Старостин, попробуй, обыграй двух таких великанов! Решив проскочить между ними, бросаю корпус вправо, потом влево, опять вправо. Финты получились настолько правдоподобными, что Соколов и Старостин на них попались: в итоге они столкнулись и тут же по инерции отскочили друг от друга, оставив мне чистый коридор к воротам. Я вышел один на один со Жмельковым и, разумеется, не упустил удобного случая.

Чемпион атаковал редко, шансов имел немного, использовал лишь один: не сумев забить ногами, пустил в ход руки. Вот как это было: 
Семёнов послал мяч... Усов, не растерявшись, взял мяч у черты ворот, но набежал левый инсайд москвичей Протасов вплотную к Усову и вытолкнул из его рук мяч... рукой же. Мяч упал в ворота, и судья засчитал гол, «не заметив» способа, каким спартаковцы ушли от сухого счета.
Сталинградцы победили заслуженно, по игре. «Трактор» нанёс первое в сезоне поражение «Спартаку» и впервые оказался в лидерах.

#### «Призыв» в армию Пономарёва и Проворнова
Уже на следующий день после победы над «Спартаком» Александр Пономарёв и Василий Проворнов вынуждены были покинуть команду и уехать в Москву. Представители соответственно «Динамо» и ЦДКА убедили их «добровольно» перейти в столичные клубы под угрозой призыва в армию.
Когда новость дошла до местного руководства, глава области Алексей Чуянов при поддержке городских общественных организаций обратился в Политбюро с просьбой посодействовать возвращению футболистов.
Деморализованный «Трактор» проиграл два матча слабым «Стахановцу» 2:4 и «Сталинцу» в гостях 1:7.
Руководство страны взяло в этой истории сторону «Трактора», и уже через две недели Пономарёв и Проворнов вернулись в Сталинград и 17 июля вышли играть против тбилисского «Динамо». Александр Пономарёв забил очередной гол и начал подготовку к принципиальной игре против «своего» московского «Динамо».

#### Овации на «Динамо» и вмешательство Сталина
В матче лидеров динамовцы проиграли «Трактору» в третий раз за 10 месяцев. Сталинградский клуб впервые в истории играл при 55 000 зрителей.
«Трактор» с первых минут пошёл вперед, навязав динамовцам высокий темп. В контратаке на 20-й минуте Якушин вышел один на один, защитник «Трактора» догнал его и сбил с нарушением. Сергей Ильин пробил пенальти выше ворот, Усов свободным ударом начал атаку «Трактора», защитник длинным пасом нашел Проворнова — 0:1.
Сталинградцы сохранили инициативу и вскоре заработал право на пенальти, который реализовал Ливенцев. Ещё через две минуты «Трактор» провёл эффектную комбинацию в одно касание, в которой мяч ни разу не коснулся земли, и Терентьев сделал счёт 0:3. Спустя минуту Ильин отыграл один гол, но и во втором тайме больше атаковал «Трактор». Проценко трижды выходил один на один, Евгений Фокин и штанга спасали «Динамо». После финального свистка стадион устроил команде гостей овацию.
28 июля высший орган управления СССР, Политбюро ЦК ВКП(б) провело заседание с тремя вопросами повестки дня:
1. О подготовке военного выступления на Халкин-Голе;
2. О переговорах с Англией и Францией;
3. О переманивании футболистов команды «Трактор». Иосиф Сталин подписал документ о переигровке двух матчей, которые «Трактор» проиграл без Пономарёва и Проворнова.

Из протокола заседания: 
Отдельные факты переманивания лучших игроков футбольных команд всякими неблаговидными методами... свидетельствуют о проникновении в руководство спортивных организаций нравов и методов, ничего общего не имеющих с задачами советского спорта.
После трёх июльских матчей (не считая аннулированных) «Трактор» оставался лидером чемпионата по потерянным очкам.

### Кубок СССР
Спустя 17 дней после аннулированного проигрыша «Сталинцу» в чемпионате «Трактор» снова приехал в Ленинград, чтобы сыграть с этой командой в первом раунде (1/32 финала) кубка. На 3-й минуте Усов ошибся на выходе — 1:0. «В дальнейшем „Трактор“ играл с большим мастерством и энергией» (газета «Красный спорт»). В первом тайме Ливенцев сравнял счёт, добив мяч после отскока от вратаря.
Во втором тайме арбитр удалил двух сталинградцев за грубую игру — по оценке «Красного спорта», Проценко справедливо, а Иванова «несколько поспешно». В меньшинстве «Трактор» «блестяще защищался и нападал», ленинградцев дважды спасал вратарь. Основное время закончилось вничью.
Выходя на дополнительное время, футболисты «Трактора» второй матч подряд были встречены на чужом стадионе бурной овацией. Вдевятером «Трактор» продолжал играть со «Сталинцем» на равных, и на 113-й минуте Ливенцев забил с пенальти. Когда зрители уже начали покидать стадион, за две минуты до конца второго дополнительного тайма ответный пенальти был назначен в ворота Усова, и ленинградцы спасли матч.
Третья дополнительная 15-минутка по тогдашним правилам игралась до гола. Если бы «Трактор» удержал счёт, на следующий день была бы проведена переигровка в равных составах. Но сил сталинградцам не хватило, и «Сталинец» забил на предпоследней, 134-й минуте игры.
Таким образом, второй год подряд «Трактор» выбыл из кубка СССР на стадии 1/32 финала.

### Чемпионат СССР (вторая половина)

#### Матчи 15-18. Сохранение лидерства
Крупное поражение от набравшего идеальное форму «Торпедо» сталинградцы потерпели без Проворнова, Проценко и Усова в составе. В довершение к четырём голам москвичи четырежды попадали в штангу.
В матче с «Локомотивом» вернулись в строй все лучшие, а правый край Ливенцев продолжил свою блестящую серию — 7 голов в 6 матчах (включая две игры с аннулированными результатами).
Ленинградское «Динамо» оказало в Сталинграде упорное сопротивление. Первый гол «Трактора» после розыгрыша штрафного был забит, возможно, из офсайда. После него игроки обеих команд занервничали, игра стала грубой. Второй мяч Александр Рудин положил в нижний угол после углового. Во втором тайме «Динамо» 25 минут почти не выпускало «Трактор» со своей половины, Усов неоднократно спасал команду, и один удар пришелся в штангу.
«Жара и скверное состояние поля благоприятствовали сталинградцам, привыкшим к этим условиям», — язвительно подвела итог матча «Ленинградская правда».
В игре с «Электриком» Пономарёв забил несильным ударом после паса Проценко, протащившего мяч с центра поля. Второй тайм команды провели во взаимных атаках, у Сталинграда надёжно сыграл второй вратарь Копылов.
За 10 матчей до конца чемпионата «Трактор» делил первое место со «Спартаком» — по 23 очка после 16 игр.

#### Поражения в конце турнира
Из 10 матчей финального отрезка «Трактор» проиграл 6, вдруг превратившись из «грозы лидеров» в команду, способную побеждать только слабых.
Уровень игры «Трактора» падал с каждой неделей. После поражения в 21-м матче от киевского «Динамо» сталинградцы окончательно уступили первую позицию. В том матче первоначально назначенный арбитр из Москвы по какой-то причине не смог приехать и был спешно заменён ростовчанином, никогда ранее не судившем игры на первенство страны. Его откровенно слабая квалификация обернулась для «Трактора» не только обидным поражением, но и потерей трёх тяжело травмированных игроков, в том числе и ключевого защитника Иванова.
Победу над несильным «Стахановцем» в 23-м матче удалось одержать благодаря взятому при счёте 2:3 пенальти.
Возможно, худшими за год были два октябрьских матча со «Сталинцем», которому «Трактор» уступил в третий и четвёртый раз в сезоне (включая аннулированные июльские 7:1). В домашнем матче сил у «Трактора» хватило на один тайм, затем «Сталинец» доминировал. А в гостевой встрече, пропустив первый гол в начале второго тайма, сталинградцы вместо попыток отыграться ушли в глухую оборону, получил ещё два гола и пенальти в свои ворота, который отразил Усов.
Между этими двумя матчами «Трактор» сыграл вничью в Тбилиси, где удалённый с поля Пономарёв плакал в раздевалке.
Публике понравились реактивный левый крайний Проценко и особенно — необычайно подвижный и напористый инсайд Проворнов, который, словно оправдывая свою фамилию, был вездесущим и к тому же мощным ударом забил
Выместив в последнем матче злость на «Стахановце» при самой низкой за сезон семитысячной аудитории, «Трактор» финишировал третьим, но у тбилисского «Динамо» оставались три отложенных матча, после которых сталинградцы опустились на четвёртую позицию.

#### Причины осеннего спада
Перед началом турнира от «Трактора» не ждали высоких мест, так что болельщики и руководство команды восприняли итоги сезона положительно. Статья в многотиражке Тракторного завода вышла под заголовком: «Большой заслуженный успех одиннадцати голубых» (имея в виду цвета «Трактора»).
В прессе высказывались оценки, что удержаться в числе призёров команде помешала «короткая скамейка», на самом же деле в основе «Трактора» регулярно выходили 14-15 футболистов — столько же, сколько у основных конкурентов.
Возможно, команда оказалась в физической «яме» из-за позднего предсезонного сбора, проведённого по укороченной программе. Могли сказаться на физических кондициях и постоянные передвижения по стране на поездах в жаркое время года — Сталинград находится сравнительно далеко от других городов, команды которых были представлены в группе «А». Напористый скоростной стиль игры «Трактора» был энергозатратным, а команда имела обыкновение продолжать играть в такой футбол даже после удалений одного или двух игроков.
Наконец, на футболистов «Трактора» по ходу сезона свалилось слишком много событий — от неожиданной славы и оваций на чужих стадионах до переживаний из-за «Дела Пономарёва и Проворнова». Тренеру Юрию Ходотову было непросто контролировать эмоции своих подопечных в силу возраста, ему было всего 25. Лидеру команды Пономарёву исполнился 21 год.
Резкий спад с середины сентября и до конца сезона случался с «Трактором» и в двух предыдущих чемпионатах, причём Александр Пономарёв в этот период забивал гораздо реже, чем в летние месяцы, как это и случилось в сезоне 1939.

## Форма
Основная форма: футболки голубые с белой и тёмно-синей поперечной полосами, трусы белые с синей каймой.

## Состав
| Игрок               | Год рождения | Бывший клуб              |         |         |         |
| Вратари             | Вратари      | Вратари                  | Вратари | Вратари | Вратари |
| ------------------- | ------------ | ------------------------ | ------- | ------- | ------- |
| Анатолий Копылов    | 1915         |                          |         |         |         |
| Аркадий Усов        | 1914         |                          |         |         |         |
| Защитники           |              |                          |         |         |         |
| Константин Беликов  | 1909         | «Динамо» (Сталинград)    |         |         |         |
| Георгий Иванов      | 1912         |                          |         |         |         |
| Виктор Матвеев      | 1915         | «Металлург» (Сталинград) |         |         |         |
| Иван Тяжлов         | 1910         |                          |         |         |         |
| Полузащитники       |              |                          |         |         |         |
| Сергей Колесников   | 1907         | «Динамо» (Сталинград)    |         |         |         |
| Николай Покровский  | 1911         | «Динамо» (Сталинград)    |         |         |         |
| Александр Рудин     | 1914         | «Металлург» (Сталинград) |         |         |         |
| Борис Сиротин       | 1915         | «Динамо» (Сталинград)    |         |         |         |
| Нападающие          |              |                          |         |         |         |
| Константин Балясов  | 1913         | «Динамо» (Сталинград)    |         |         |         |
| Валентин Ливенцев   | 1914         | «Спартак» (Москва)       |         |         |         |
| Александр Пономарёв | 1918         | «Спартак» (Харьков)      |         |         |         |
| Василий Проворнов   | 1915         | «Сталинец» (Москва)      |         |         |         |
| Сергей Проценко     | 1912         | «Металлург» (Сталинград) |         |         |         |
| Александр Сапронов  | 1915         |                          |         |         |         |
| Борис Терентьев     | 1906         | «Стахановец» (Сталино)   |         |         |         |

Старший тренер: Юрий Ходотов.

## Трансферы
| Позиция | Игрок              | Клуб                  |
| ------- | ------------------ | --------------------- |
| Защ     | Константин Беликов | «Динамо» (Сталинград) |
| ПЗ      | Борис Сиротин      | «Динамо» (Сталинград) |
| Нап     | Константин Балясов | «Динамо» (Сталинград) |
| Нап     | Александр Сапронов |                       |

| Позиция | Игрок             | Клуб              |
| ------- | ----------------- | ----------------- |
| Нап     | Алексей Киреев    |                   |
| Нап     | Александр Моисеев |                   |
| Нап     | Георгий Шляпин    | «Динамо» (Одесса) |

## Матчи
− Победа
 − Ничья
 − Поражение

### Товарищеские матчи
| 1939 Предсезонный | Сборная Евпатории | 0:6 | «Трактор» | Евпатория |

| 1939 Предсезонный | «Зенит» (Сталинград) | 0:9 | «Трактор» | Сталинград |

| 1939-10-24 | «Сельмаш» (Харьков) | –:– | «Трактор» |  |

### Чемпионат СССР

#### Первый круг
| 1939-05-12 1 матч | «Трактор»                                             | 2:4      | ЦДКА (Москва)                                                                                         | Сталинград                                                     |
| | 1:3 Сергей Проценко 65′ · 2:4 Александр Пономарёв 86′ | Протокол | 0:1 Григорий Федотов 18′ · 0:2 Михаил Орехов 22′ · 0:3 Алексей Абрамов 44′ · 1:4 Григорий Федотов 73′ | Стадион: Металлург Зрителей: 12 000 Судья: В.Васильев (Москва) |
| «Трактор»: Копылов, Беликов, Тяжлов, Покровский, Иванов, Рудин, Ливенцев, Колесников (Проворнов, 46), Пономарёв, Терентьев, Проценко. ЦДКА (Москва): Веневцев, Базовой, Калинин, Зенкин, Лясковский, Виноградов, Гринин (Шлычков), Щербатенко, Федотов, Орехов, Абрамов. |                                                       |          | |                                                                |

| 1939-05-18 2 матч | «Трактор»                                                                       | 3:1      | «Динамо» (Москва)    | Сталинград                                                   |
| | 1:1 Василий Проворнов 29′ · 2:1 Валентин Ливенцев 65′ · 3:1 Сергей Проценко 82′ | Протокол | 0:1 Пётр Серёгин 28′ | Стадион: Металлург Зрителей: 12 000 Судья: В.Лапшин (Москва) |
| «Трактор»: Усов, Беликов, Матвеев, Колесников, Иванов, Рудин, Ливенцев, Проворнов, Пономарёв (Балясов, 60), Терентьев, Проценко. «Динамо» (Москва): Фокин, Радикорский, Чернышёв, Рёмин, Качалин, Елисеев, Трофимов, Лапшин (Павлов, 70), Назаров, Поставнин, Серёгин. |                                                                                 |          |                      |                                                              |

| 1939-05-24 3 матч | «Трактор»                                                                                | 3:2      | «Торпедо» (Москва)                               | Сталинград                                                          |
| | 1:1 Александр Пономарёв 32′ · 1:2 Валентин Ливенцев 49′ (пен.) · 3:2 Сергей Проценко 70′ | Протокол | 0:1 Рамиз Каричев 5′ · 0:2 Александр Синяков 20′ | Стадион: Металлург Зрителей: 10 000 Судья: В.Сыромятников (Харьков) |
| «Трактор»: Усов, Тяжлов, Матвеев, Колесников, Рудин, Покровский, Ливенцев, Балясов, Пономарёв (Проворнов), Терентьев, Проценко. · «Торпедо» (Москва): Кочетов, Поляков, Орлов, Маслов, Кочетков, Ершов, Каричев, Рязанцев, Жарков, Петров, Синяков. · Нереализованный пенальти: Константин Рязанцев (61', мимо). |                                                                                          |          |                                                  |                                                                     |

| 1939-05-31 4 матч | «Трактор»                  | 1:1      | «Локомотив» (Москва)   | Сталинград                                                                 |
| | 1:1 Константин Балясов 40′ | Протокол | 0:1 Виктор Лахонин 15′ | Стадион: Металлург Зрителей: 13 000 Судья: Александр Тавельский (Куйбышев) |
| «Трактор»: Усов, Тяжлов, Беликов, Иванов, Рудин, Покровский, Ливенцев (Пономарёв, 46), Балясов, Проворнов, Терентьев, Проценко. «Локомотив» (Москва): Разумовский, Андреев, Станкевич, Жуков, Мошкаркин, Ильин, Киреев, Огурцов, Лавров (Карцев), Лахонин, Теренков. |                            |          |                        |                                                                            |

| 1939-06-6 5 матч | «Динамо» (Ленинград)                                   | 2:1      | «Трактор»               | Ленинград                                                          |
| | 1:0 Константин Сазонов 6′ · 2:0 Константин Сазонов 53′ | Протокол | 2:1 Борис Терентьев 65′ | Стадион: им. В.И.Ленина Зрителей: 25 000 Судья: С.Демидов (Москва) |
| «Динамо» (Ленинград): Кузьминский, Денисов, Киселёв, Вал.Фёдоров, Сычёв, Ошенков, Сазонов, А.Фёдоров, Алов, Н.Дементьев, Быков. На замену выходил: Кузьмин. · «Трактор»: Усов, Тяжлов, Беликов, Иванов, Рудин, Покровский, Ливенцев, Колесников (Балясов), Пономарёв, Терентьев, Проценко. · Ливенцев (69'). |                                                        |          |                         |                                                                    |

| 1939-06-11 6 матч | «Электрик» (Ленинград) | 0:2      | «Трактор»                                                   | Ленинград                                                         |
| |                        | Протокол | 0:1 Константин Балясов 8′ · 0:2 Василий Топталов 53′ (авт.) | Стадион: им. В.И.Ленина Зрителей: 18 000 Судья: В.Бычков (Москва) |
| «Электрик» (Ленинград): Набутов, Топталов, Григорьев, Бодров, Орешкин, Яблочкин, Смирнов, Артемьев (Кольцов), Лотков, Фёдоров, Лемешев. · «Трактор»: Усов, Тяжлов, Беликов, Иванов, Рудин, Покровский, Колесников, Балясов, Пономарёв, Проворнов, Проценко (Терентьев). · Фёдоров (78'). |                        |          |                                                             |                                                                   |

| 1939-06-15 7 матч | «Металлург» (Москва)  | 1:1      | «Трактор»               | Москва                                                          |
| | 1:1 Сергей Папков 29′ | Протокол | 0:1 Сергей Проценко 22′ | Стадион: Динамо Зрителей: 25 000 Судья: Е.Михельсон (Ленинград) |
| «Металлург» (Москва): Набоков, Громов, Палыска, Сиземов, Алякринский, Кудрявцев, Потапов, А.Зайцев, Митронов, Коробко, Папков (Бесков, 46). «Трактор»: Усов, Тяжлов, Беликов, Иванов, Рудин, Покровский, Терентьев, Балясов (Колесников, 46), Пономарёв, Проворнов, Проценко. |                       |          |                         |                                                                 |

| 1939-06-20 8 матч | «Динамо» (Одесса)            | 1:3      | «Трактор»                                                                           | Одесса                                                                  |
| | 1:3 Леонид Орехов 89′ (пен.) | Протокол | 0:1 Сергей Колесников 11′ · 0:2 Александр Пономарёв 22′ · 0:3 Сергей Колесников 38′ | Стадион: ЦПКиО им. Т.Г.Шевченко Зрителей: 30 000 Судья: С.Хавчин (Киев) |
| «Динамо» (Одесса): Зубрицкий, Хижников (Г.Борисевич), Табачковский, Токарь, Брагин, Хейнсон, Калашников, Малхасов, Орехов, И.Борисевич, Гичкин. «Трактор»: Копылов, Тяжлов, Беликов, Иванов, Рудин, Покровский, Колесников, Балясов, Пономарёв, Терентьев, Проценко. |                              |          |                                                                                     |                                                                         |

| 1939-06-24 9 матч | «Динамо» (Киев) | 0:2      | «Трактор»                                            | Киев                                                      |
| |                 | Протокол | 0:1 Василий Проворнов 4′ · 0:2 Василий Проворнов 57′ | Стадион: Динамо Зрителей: 30 000 Судья: В.Бычков (Москва) |
| «Динамо» (Киев): Идзковский, Клименко, Махиня, Гребер, Лифшиц, Кузьменко, Гончаренко, Шиловский, Лайко, Комаров, Калач. «Трактор»: Копылов, Тяжлов, Беликов, Иванов, Рудин, Покровский, Ливенцев (Колесников), Проворнов, Пономарёв, Терентьев, Проценко. |                 |          |                                                      |                                                           |

| 1939-07-1 10 матч | «Трактор»                                                                             | 3:1      | «Спартак» (Москва)      | Сталинград                                                    |
| | 1:0 Александр Пономарёв 18′ · 2:0 Василий Проворнов 50′ · 3:1 Александр Пономарёв 75′ | Протокол | 2:1 Андрей Протасов 54′ | Стадион: Трактор Зрителей: 15 000 Судья: М.Онищенко (Харьков) |
| «Трактор»: Усов, Тяжлов, Беликов, Иванов, Рудин, Покровский, Ливенцев, Проворнов, Пономарёв, Терентьев, Проценко (Колесников). «Спартак» (Москва): Жмельков, Вас.Соколов, Вик.Соколов, Гуляев, Старостин, Малинин, Глазков, Протасов, Семёнов, Степанов, Корнилов (Румянцев). |                                                                                       |          |                         |                                                               |

| 1939-07-6 11 матч Аннулирован                                                                                                  | «Трактор»                                              | 2:4      | «Стахановец» (Сталино)                                                                           | Сталинград                                                 |
| | 1:0 Валентин Ливенцев 12′ · 2:2 Константин Балясов 63′ | Протокол | 1:1 Антон Яковлев 32′ · 2:1 Антон Яковлев 55′ · 2:3 Николай Кононенко 74′ · 2:4 Михаил Васин 81′ | Стадион: Трактор Зрителей: 15 000 Судья: В.Бычков (Москва) |
| «Стахановец» (Сталино): Скрипченко, Бикезин, Мазанов, Кузнецов, Смагин, Прийменко, Балаба, Кононенко, Сидоров, Васин, Яковлев. |                                                        |          |                                                                                                  |                                                            |

| 1939-07-11 12 матч Аннулирован | «Сталинец» (Ленинград) | 7:1      | «Трактор»                  | Ленинград                                                          |
|                                | 1:0 Анатолий Мишук 2′ · 2:0 Георгий Ласин 27′ · 3:0 Виктор Смагин 32′ · 4:0 Виктор Смагин 45′ · 5:1 Георгий Ласин 56′ · 6:1 Виктор Смагин 67′ · 7:1 Валентин Шелагин 75′ | Протокол | 4:1 Константин Балясов 50′ | Стадион: им. В.И.Ленина Зрителей: 10 000 Судья: К.Терехов (Москва) |

| 1939-07-17 13 матч | «Трактор»                                             | 2:2      | «Динамо» (Тбилиси)                                | Сталинград                                                        |
| | 1:2 Александр Пономарёв 60′ · 2:2 Сергей Проценко 65′ | Протокол | 0:1 Гайоз Джеджелава 10′ · 0:2 Борис Пайчадзе 30′ | Стадион: Трактор Зрителей: 15 000 Судья: Михаил Дмитриев (Москва) |
| «Трактор»: Усов, Матвеев, Беликов, Иванов, Рудин, Покровский, Сапронов (Сиротин), Проворнов, Пономарёв, Терентьев, Проценко. «Динамо» (Тбилиси): Ткебучава, Шавгулидзе, Гагуа, Джорбенадзе, Фролов, Челидзе, Джеджелава, Бердзенишвили, Пайчадзе, Бережной, Харбедия. |                                                       |          |                                                   |                                                                   |

#### Второй круг
| 1939-07-25 14 матч | «Динамо» (Москва)                           | 2:3      | «Трактор»                                                                              | Москва                                                           |
| | 1:3 Сергей Ильин 35′ · 2:3 Сергей Ильин 64′ | Протокол | 0:1 Василий Проворнов 22′ · 0:2 Валентин Ливенцев 32′ (пен.) · 0:3 Борис Терентьев 34′ | Стадион: Динамо Зрителей: 55 000 Судья: Николай Усов (Ленинград) |
| «Динамо» (Москва): Фокин, Радикорский, Чернышёв, Рёмин, Поставнин, Качалин, Трофимов, Якушин, Смирнов (Щербаков, 46), Семичастный, Ильин. · «Трактор»: Усов, Тяжлов, Матвеев, Иванов, Рудин, Покровский, Ливенцев, Проворнов, Пономарёв, Терентьев, Проценко. На замену выходил: Сапронов. · Нереализованный пенальти: Сергей Ильин (21', мимо). |                                             |          |                                                                                        |                                                                  |

| 1939-08-19 15 матч | «Торпедо» (Москва)                                                                                  | 4:1      | «Трактор»                 | Москва                                                                     |
| | 1:0 Константин Рязанцев 5′ · 2:0 Александр Щербаков 15′ · 3:0 Пётр Петров 30′ · 4:0 Пётр Петров 68′ | Протокол | 4:1 Валентин Ливенцев 87′ | Стадион: Динамо Зрителей: 20 000 Судья: Александр Щелчков (Ростов-на-Дону) |
| «Торпедо» (Москва): Кочетов, Поляков, Орлов, Маслов, Кочетков (Лобиков), Морозов, Каричев, Рязанцев, Жарков, Петров, Щербаков. · «Трактор»: Копылов, Тяжлов, Беликов, Иванов, Рудин, Покровский, Ливенцев, Сиротин, Пономарёв, Терентьев, Сапронов. На замену выходил: Матвеев. · Петров (88'). | |          |                           |                                                                            |

| 1939-08-23 16 матч | «Локомотив» (Москва)   | 1:4      | «Трактор» | Москва                                                         |
| | 1:4 Василий Карцев 82′ | Протокол | 0:1 Валентин Ливенцев 41′ (пен.) · 0:2 Василий Проворнов 50′ · 0:3 Валентин Ливенцев 62′ · 0:4 Сергей Проценко 76′ | Стадион: Динамо Зрителей: 35 000 Судья: И.Горелкин (Ленинград) |
| «Локомотив» (Москва): Разумовский, Станкевич, Гвоздков, Мошкаркин, Жуков, Ильин, Сердюков (Киреев), Огурцов, Лавров, Карцев, Лахонин. «Трактор»: Усов, Беликов, Иванов, Шляпин, Рудин, Покровский, Ливенцев, Проворнов, Пономарёв, Терентьев, Проценко. На замену выходил: Сиротин. |                        |          | |                                                                |

| 1939-08-31 17 матч | «Трактор»                                           | 2:0      | «Динамо» (Ленинград) | Сталинград                                                  |
| | 1:0 Василий Проворнов 11′ · 2:0 Александр Рудин 17′ | Протокол |                      | Стадион: Трактор Зрителей: 12 000 Судья: К.Терехов (Москва) |
| «Трактор»: Усов, Тяжлов, Беликов, Иванов, Рудин, Покровский, Ливенцев (Сапронов), Проворнов, Пономарёв, Терентьев, Проценко. «Динамо» (Ленинград): Кузьминский, Денисов, Никульцев, Забелин, Ошенков, Вал.Фёдоров, Сазонов, Алов (Вик.Фёдоров, 75), Соловьев, Н.Дементьев, Быков. |                                                     |          |                      |                                                             |

| 1939-09-6 18 матч | «Трактор»                   | 1:0      | «Электрик» (Ленинград) | Сталинград                                                          |
| | 1:0 Александр Пономарёв 28′ | Протокол |                        | Стадион: Трактор Зрителей: 10 000 Судья: А.Щелчков (Ростов-на-Дону) |
| «Трактор»: Копылов, Тяжлов, Матвеев, Иванов, Рудин, Покровский, Ливенцев, Сиротин, Пономарёв, Терентьев, Проценко. «Электрик» (Ленинград): Дорофеев, Медведев, Лемешев, Бодров, Григорьев, Яблочкин, Карась, Кольцов, Степанов, Смирнов, Лотков. |                             |          |                        |                                                                     |

| 1939-09-12 19 матч | «Трактор» | 0:2      | «Металлург» (Москва)                            | Сталинград                                                     |
| |           | Протокол | 0:1 Алексей Зайцев 61′ · 0:2 Алексей Зайцев 77′ | Стадион: Трактор Зрителей: 15 000 Судья: И.Аверкин (Ленинград) |
| «Трактор»: Усов (Копылов), Тяжлов, Беликов, Иванов, Рудин, Колесников, Ливенцев, Покровский, Пономарёв, Терентьев, Проценко. · «Металлург» (Москва): Есенин, Громов, Палыска, Сиземов, Алякринский, Кудрявцев, Митронов, А.Зайцев, Бесков, Кузин, Коробко. · Нереализованный пенальти: Валентин Ливенцев (86', мимо). |           |          |                                                 |                                                                |

| 1939-09-18 20 матч | «Трактор» | 6:0      | «Динамо» (Одесса) | Сталинград                                                          |
| | 1:0 Александр Рудин 1′ · 2:0 Василий Проворнов 10′ · 3:0 Валентин Ливенцев 48′ · 4:0 Сергей Проценко 60′ · 5:0 Сергей Проценко 64′ · 6:0 Александр Пономарёв 80′ | Протокол |                   | Стадион: Трактор Зрителей: 15 000 Судья: Павел Мальцев (Сталинград) |
| «Трактор»: Копылов, Матвеев, Беликов, Иванов, Рудин, Колесников, Ливенцев, Проворнов, Сиротин (Пономарёв, 46), Терентьев, Проценко. · «Динамо» (Одесса): Зубрицкий (Михальченко), Хижников, Табачковский, Токарь, Брагин, Хейнсон, Калашников, Гичкин, Онищенко, Тарасов, Афонькин. · Нереализованный пенальти: Макар Гичкин (36', мимо). | |          |                   |                                                                     |

| 1939-09-24 21 матч | «Трактор»                                           | 2:3      | «Динамо» (Киев)                                                            | Сталинград                                                            |
| | 1:1 Василий Проворнов 25′ · 2:1 Сергей Проценко 56′ | Протокол | 0:1 Павел Комаров 5′ · 2:2 Виктор Шиловский 64′ · 2:3 Виктор Шиловский 75′ | Стадион: Трактор Зрителей: 15 000 Судья: А.Мельничук (Ростов-на-Дону) |
| «Трактор»: Копылов, Тяжлов, Матвеев, Иванов, Рудин, Покровский, Ливенцев, Проворнов, Пономарёв, Терентьев, Проценко. На замену выходил: Сиротин. «Динамо» (Киев): Идзковский, Клименко, Махиня, Гребер (Фесенко), Лифшиц, Кузьменко, Гончаренко, Шиловский, Лайко, Комаров, Афанасьев. |                                                     |          |                                                                            |                                                                       |

| 1939-09-29 22 матч | ЦДКА (Москва)                                    | 2:0      | «Трактор» | Москва                                                     |
| | 1:0 Сергей Капелькин 31′ · 2:0 Михаил Орехов 51′ | Протокол |           | Стадион: Динамо Зрителей: 25 000 Судья: К.Терехов (Москва) |
| ЦДКА (Москва): Леонов, Базовой, Калинин, Михайлов, Виноградов, Лясковский, Гринин, Щербатенко, Федотов, Орехов, Капелькин. «Трактор»: Усов, Тяжлов, Беликов, Матвеев, Рудин, Покровский, Ливенцев, Проворнов, Пономарёв, Колесников, Проценко. |                                                  |          |           |                                                            |

| 1939-10-6 23 матч | «Стахановец» (Сталино)                         | 2:3      | «Трактор»                                                                                    | Сталино                                                          |
| | 1:2 Пётр Прийменко 39′ · 2:2 Антон Яковлев 42′ | Протокол | 0:1 Василий Проворнов 12′ · 0:2 Александр Пономарёв 38′ · 2:3 Александр Пономарёв 50′ (пен.) | Стадион: Стахановец Зрителей: 10 000 Судья: Н.Ларионов (Тбилиси) |
| «Стахановец» (Сталино): Скрипченко, Мазанов, Бикезин, Кузнецов, Смагин, Прийменко, Балаба, Сидоров, Путятов, Яковлев, Несмеха. На замену выходил: Устинов. · «Трактор»: Усов, Тяжлов, Беликов, Матвеев, Рудин, Покровский, Ливенцев, Проворнов, Пономарёв, Терентьев, Проценко. · Нереализованный пенальти: Георгий Бикезин (58', вратарь). |                                                |          |                                                                                              |                                                                  |

| 1939-10-12 24 матч | «Трактор» | 0:1      | «Сталинец» (Ленинград) | Сталинград                                                       |
| |           | Протокол | 0:1 Виктор Смагин 68′  | Стадион: Трактор Зрителей: 10 000 Судья: Н.Загожельский (Москва) |
| «Трактор»: Усов, Тяжлов, Беликов, Матвеев, Рудин, Покровский, Колесников, Проворнов, Пономарёв, Терентьев, Проценко (Сиротин). «Сталинец» (Ленинград): Иванов, Козинец, Медведев, Ивин, Лебедев, Зябликов, Ласин, Смагин, Ларионов, Шелагин, Соловьев. |           |          |                        |                                                                  |

| 1939-10-18 25 матч | «Динамо» (Тбилиси)           | 1:1      | «Трактор»                 | Тбилиси                                                                   |
| | 1:1 Владимир Джорбенадзе 75′ | Протокол | 0:1 Василий Проворнов 34′ | Стадион: Динамо им. Л.П.Берии Зрителей: 30 000 Судья: А.Богданов (Москва) |
| «Динамо» (Тбилиси): Ткебучава, Шавгулидзе, Кикнадзе, Джорбенадзе, Фролов, Челидзе, Гавашели, Бердзенишвили, Пайчадзе, Бережной, Харбедия. · «Трактор»: Усов, Тяжлов, Беликов, Иванов, Рудин, Покровский, Колесников, Проворнов, Пономарёв, Сапронов, Проценко. На замену выходил: Сиротин. · Пономарёв (70'). |                              |          |                           |                                                                           |

| 1939-10-30 12 матч Переигровка | «Сталинец» (Ленинград)                                                        | 3:0      | «Трактор» | Ленинград                                                          |
| | 1:0 Алексей Ларионов 48′ · 2:0 Евгений Одинцов 55′ · 3:0 Валентин Шелагин 80′ | Протокол |           | Стадион: им. В.И.Ленина Зрителей: 18 000 Судья: К.Терехов (Москва) |
| «Сталинец» (Ленинград): Грищенко, Козинец, Медведев, Ивин, Лебедев, Зябликов, Ласин, Смагин, Ларионов, Шелагин, Одинцов. На замену выходил: Соловьев. · «Трактор»: Копылов, Колесников, Беликов, Матвеев, Рудин, Покровский, Ливенцев, Проворнов, Пономарёв, Сапронов, Проценко. · Нереализованный пенальти: Валентин Шелагин (вратарь). |                                                                               |          |           |                                                                    |

| 1939-11-4 26 матч | «Спартак» (Москва)                                                       | 3:1      | «Трактор»               | Москва                                                        |
| | 1:0 Виктор Семёнов 26′ · 2:0 Павел Корнилов 30′ · 3:1 Павел Корнилов 72′ | Протокол | 2:1 Сергей Проценко 65′ | Стадион: Динамо Зрителей: 35 000 Судья: И.Аверкин (Ленинград) |
| «Спартак» (Москва): Жмельков, Вас.Соколов, Вик.Соколов, Тучков, Старостин, Малинин, Глазков, Степанов, Семёнов, А.Соколов, Корнилов. «Трактор»: Копылов, Тяжлов, Беликов, Иванов, Рудин, Покровский, Ливенцев, Проворнов, Сапронов, Терентьев, Проценко. |                                                                          |          |                         |                                                               |

| 1939-11-12 11 матч Переигровка | «Трактор»                                                                        | 3:0      | «Стахановец» (Сталино) | Сталинград                                                         |
| | 1:0 Василий Проворнов 10′ · 2:0 Сергей Проценко 65′ · 3:0 Александр Сапронов 86′ | Протокол |                        | Стадион: Трактор Зрителей: 7 000 Судья: А.Щелчков (Ростов-на-Дону) |
| «Трактор»: Усов, Матвеев, Беликов, C.Колесников, Иванов, Рудин, Сапронов, Проворнов, Пономарёв, Терентьев, Проценко. На замену выходил: Покровский. · «Стахановец» (Сталино): Скрипченко, Мазанов, Бикезин, Кузнецов, Смагин, Устинов, Балаба, Сидоров, Несмеха, Васин, Яковлев. На замену выходил: А.Колесников. · Нереализованный пенальти: Александр Пономарёв (85', штанга). |                                                                                  |          |                        |                                                                    |

### Кубок СССР
| 1939-07-31 1/32 финала | «Сталинец» (Ленинград)                                                                 | 3:2 (доп. вр.) | «Трактор»                                                     | Ленинград                                                                |
| | 1:0 Николай Соловьёв 3′ · 2:2 Михаил Барышев 118′ (пен.) · 3:2 Александр Зябликов 134′ | Протокол       | 1:1 Валентин Ливенцев 35′ · 1:2 Валентин Ливенцев 113′ (пен.) | Стадион: им. В.И.Ленина Зрителей: 20 000 Судья: Михаил Дмитриев (Москва) |
| «Сталинец» (Ленинград): Грищенко, Козинец, Барышев, Мишук, Зябликов, Ивин, Филиппов, Шелагин, Ларионов, Соловьёв, Смирнов. · «Трактор»: Усов, Беликов, Матвеев, Рудин, Иванов, Колесников, Ливенцов, Сапронов, Пономарёв, Терентьев, Проценко. · Проценко, Иванов (69'). |                                                                                        |                |                                                               |                                                                          |

## Статистика

### Индивидуальная

#### Матчи и голы
| №. | Нац.      | Позиция | Игрок               | Всего | Всего | Чемпионат СССР | Чемпионат СССР | Кубок СССР | Кубок СССР |
| №. | Нац.      | Позиция | Игрок               | Игры  | Голы  | Игры           | Голы           | Игры       | Голы       |
| -- | --------- | ------- | ------------------- | ----- | ----- | -------------- | -------------- | ---------- | ---------- |
|    | Флаг СССР | Вр      | Аркадий Усов        | 18    | -22   | 17             | -19            | 1          | -3         |
|    | Флаг СССР | Вр      | Анатолий Копылов    | 10    | -18   | 10             | -18            | 0          | 0          |
|    | Флаг СССР | Защ     | Константин Беликов  | 23    | 0     | 22             | 0              | 1          | 0          |
|    | Флаг СССР | Защ     | Георгий Иванов      | 22    | 0     | 21             | 0              | 1          | 0          |
|    | Флаг СССР | Защ     | Иван Тяжлов         | 20    | 0     | 20             | 0              | 0          | 0          |
|    | Флаг СССР | Защ     | Виктор Матвеев      | 14    | 0     | 13             | 0              | 1          | 0          |
|    | Флаг СССР | ПЗ      | Александр Рудин     | 27    | 2     | 26             | 2              | 1          | 0          |
|    | Флаг СССР | ПЗ      | Николай Покровский  | 24    | 0     | 24             | 0              | 0          | 0          |
|    | Флаг СССР | ПЗ      | Сергей Колесников   | 17    | 2     | 16             | 2              | 1          | 0          |
|    | Флаг СССР | ПЗ      | Борис Сиротин       | 8     | 0     | 8              | 0              | 0          | 0          |
|    | Флаг СССР | Нап     | Сергей Проценко     | 26    | 11    | 25             | 11             | 1          | 0          |
|    | Флаг СССР | Нап     | Александр Пономарёв | 26    | 10    | 25             | 10             | 1          | 0          |
|    | Флаг СССР | Нап     | Борис Терентьев     | 24    | 2     | 23             | 2              | 1          | 0          |
|    | Флаг СССР | Нап     | Василий Проворнов   | 21    | 12    | 21             | 12             | 0          | 0          |
|    | Флаг СССР | Нап     | Валентин Ливенцев   | 20    | 9     | 19             | 7              | 1          | 2          |
|    | Флаг СССР | Нап     | Александр Сапронов  | 9     | 1     | 8              | 1              | 1          | 0          |
|    | Флаг СССР | Нап     | Константин Балясов  | 7     | 2     | 7              | 2              | 0          | 0          |
|    | Флаг СССР | Нап     | Георгий Шляпин      | 1     | 0     | 1              | 0              | 0          | 0          |

Примечание: два мяча пропущенных вратарями не учитаны, так как неизвестно кто из вратарей пропустил мячи в матче «Трактор» — «Металлург».

#### Бомбардиры
| Имя                 | Чемпионат СССР | Кубок СССР | Всего |
| ------------------- | -------------- | ---------- | ----- |
| Василий Проворнов   | 12             | 0          | 12    |
| Сергей Проценко     | 11             | 0          | 11    |
| Александр Пономарёв | 10             | 0          | 10    |
| Валентин Ливенцев   | 7              | 2          | 9     |
| Сергей Колесников   | 2              | 0          | 2     |
| Александр Рудин     | 2              | 0          | 2     |
| Константин Балясов  | 2              | 0          | 2     |
| Борис Терентьев     | 2              | 0          | 2     |
| Александр Сапронов  | 1              | 0          | 1     |
| Автоголы соперника  | 1              | 0          | 1     |
| Итого               | 50             | 2          | 52    |

#### «Сухие» матчи
| Имя              | Чемпионат СССР | Кубок СССР | Всего |
| ---------------- | -------------- | ---------- | ----- |
| Анатолий Копылов | 3              | 0          | 3     |
| Аркадий Усов     | 3              | 0          | 3     |
| Итого            | 6              | 0          | 6     |

Примечание: в данной таблице учитываются только полные матчи (без замен), в которых вратарь не пропустил голов.

### Командная

#### Турнирная таблица
| М  | Клуб                   | И  | В  | Н  | П  | М     | ±М  | О  |
| -- | ---------------------- | -- | -- | -- | -- | ----- | --- | -- |
| 1  | «Спартак» (Москва)     | 26 | 14 | 9  | 3  | 58−23 | +35 | 37 |
| 2  | «Динамо» (Тбилиси)     | 26 | 14 | 5  | 7  | 60−41 | +19 | 33 |
| 3  | ЦДКА (Москва)          | 26 | 14 | 4  | 8  | 68−43 | +25 | 32 |
| 4  | «Трактор» (Сталинград) | 26 | 13 | 4  | 9  | 50−39 | +11 | 30 |
| 5  | «Локомотив» (Москва)   | 26 | 12 | 6  | 8  | 42−39 | +3  | 30 |
| 6  | «Металлург» (Москва)   | 26 | 12 | 5  | 9  | 53−50 | +3  | 29 |
| 7  | «Динамо» (Москва)      | 26 | 12 | 4  | 10 | 60−46 | +14 | 28 |
| 8  | «Динамо» (Киев)        | 26 | 9  | 8  | 9  | 39−44 | −5  | 26 |
| 9  | «Торпедо» (Москва)     | 26 | 8  | 7  | 11 | 51−51 | 0   | 23 |
| 10 | «Динамо» (Ленинград)   | 26 | 7  | 6  | 12 | 41−56 | −15 | 22 |
| 11 | «Сталинец» (Ленинград) | 26 | 7  | 7  | 12 | 30−46 | −16 | 22 |
| 12 | «Стахановец» (Сталино) | 26 | 5  | 10 | 11 | 40−55 | −15 | 20 |
| 13 | «Электрик» (Ленинград) | 26 | 6  | 5  | 15 | 32−49 | −17 | 17 |
| 14 | «Динамо» (Одесса)      | 26 | 7  | 2  | 17 | 25−67 | −42 | 16 |

 Выбывание в группу «Б».
Примечание: турнир проводился в два круга, правила предусматривали 2 очка за победу, 1 за ничью, 0 за поражение.

#### Общая статистика
| Сыграно матчей                              | 27 (26 Чемпионат СССР, 1 Кубок СССР)                                |
| Победы                                      | 14 (Чемпионат СССР)                                                 |
| Ничьи                                       | 4 (Чемпионат СССР)                                                  |
| Поражения                                   | 10 (9 Чемпионат СССР, 1 Кубок СССР)                                 |
| Забито мячей                                | 52                                                                  |
| Пропущено мячей                             | 42                                                                  |
| Разница мячей                               | +10                                                                 |
| Пенальти: забитые/назначенные               | 5/7                                                                 |
| Пенальти соперника: пропущенные/назначенные | 2/7                                                                 |
| Предупреждения                              | ?                                                                   |
| Удаления                                    | 4                                                                   |
| Лучший счёт                                 | 6:0 (Д) против «Динамо» (Одесса) — Чемпионат СССР, 18 сентября 1939 |
| Худший счёт                                 | 1:4 (Г) против «Торпедо» (Москва) — Чемпионат СССР, 19 августа 1939 |
| «Сухие» матчи                               | 6 (Чемпионат СССР)                                                  |
| Наибольшее число матчей                     | Александр Рудин (27 матчей)                                         |
| Лучший бомбардир                            | Василий Проворнов (12 голов)                                        |

Примечание: в данной таблице не учитываются результаты товарищеских матчей.

#### Общая статистика по турнирам
| Турнир         | И  | В  | Н | П  | ЗМ | ПМ | ±М  | ЖК | КК | О              |
| -------------- | -- | -- | - | -- | -- | -- | --- | -- | -- | -------------- |
| Чемпионат СССР | 26 | 13 | 4 | 9  | 50 | 39 | +11 | ?  | 2  | 30/52 (57,7 %) |
| Кубок СССР     | 1  | 0  | 0 | 1  | 2  | 3  | −1  | ?  | 2  | 0/2 (0 %)      |
| Всего          | 27 | 13 | 4 | 10 | 52 | 42 | +10 | ?  | 4  | 30/54 (55,5 %) |